# Charco Hondo, delstaten Mexiko
Charco Hondo, även El Tlacuache, är en ort i Mexiko, tillhörande kommunen Amatepec i den sydvästra delen av delstaten Mexiko, i den centrala delen av landet. Orten hade 195 invånare vid folkräkningen 2010.